# Коргон-Сай
Коргон-Сай (кирг. Коргон-Сай) — село в Чаткальском районе Джалал-Абадской области Кыргызстана. Входит в состав Каныш-Кыянского айылного аймака.

## География
Село расположено в западной части области, на правом берегу реки Чаткал, на расстоянии приблизительно 9 километров (по прямой) к северо-востоку от села Каныш-Кыя, административного центра района. Абсолютная высота — 1882 метра над уровнем моря.

## Население
Согласно оценочным данным Национального статистического комитета Кыргызской Республики, численность населения села на начало 2023 года составляла 911 человек.
| год     | 2009 | 2014 | 2015 | 2020 | 2021 | 2023 |
| ------- | ---- | ---- | ---- | ---- | ---- | ---- |
| человек | 667  | 646  | 715  | 842  | 875  | 911  |